# فرانك ستالون
فرانك ستالون (بالإنجليزية: Frank Stallone)‏ هو مغني وموسيقي وممثل أمريكي، ولد في 30 يوليو 1950 بنيويورك في الولايات المتحدة.

## أعمال

### أفلام
- (1976) روكي[6][7][8]
- (1979) روكي 2[9][10]
- (1982) روكي 3[11][12][13]
- (1993) تومبستون
- (2000) اقبض على كارتر
- (2006) روكي بالبوا[14][15][16]

### مسلسلات
- جوال تكساس ووكر

## وصلات خارجية
- فرانك ستالون على موقع IMDb (الإنجليزية)
- فرانك ستالون على موقع ميوزك برينز (الإنجليزية)
- فرانك ستالون على موقع أول موفي (الإنجليزية)
- فرانك ستالون على موقع قاعدة بيانات الأفلام السويدية (السويدية)
- فرانك ستالون على موقع إن إن دي بي (الإنجليزية)
- فرانك ستالون على موقع أول ميوزيك (الإنجليزية)
- فرانك ستالون على موقع ديسكوغز (الإنجليزية)
- فرانك ستالون على موقع قاعدة بيانات الفيلم (الإنجليزية)
- فرانك ستالون على موقع كينوبويسك (الروسية)